# Станційний доглядач (повість)
«Станційний доглядач» (рос. «Станционный смотритель») — повість російського письменника Олександра Пушкіна з циклу «Повістей покійного Івана Петровича Бєлкіна», закінчена 14 вересня 1830 року і видана в 1831 році.
За повістю створений літературно-меморіальний музей «Будинок станційного наглядача» в селі Вира Гатчинського району Ленінградської області.

## Сюжет
Дочка станційного доглядача, вдівця Самсона Виріна, Дуня — дівчина надзвичайної краси. Багатий гусар Мінський, який проїжджав через станцію, захоплюється нею. Прикинувшись хворим, гусар на кілька днів залишається на станції, щоб ближче познайомитися з Дунею і заслужити прихильність батька. Їдучи, він пропонує підвезти Дуню до церкви на околиці села, куди вона збиралася до обідні. Батько, вважаючи Мінського порядною людиною, вмовляє дочку підкоритися. Незабаром батьком опановує занепокоєння і він йде до церкви, але не знаходить там Дуню, а пізніше дізнається, що гусар відвіз її далеко в Санкт-Петербург. Невтішний батько знаходить там Мінського і вимагає повернути дочку, яка стала утриманкою гусара. Мінський проганяє Виріна, заявивши, що Дуня буде щаслива з ним і відвикла від колишнього стану. Доглядач дізнається, де живе Дуня, і пробирається до неї. Дуня, побачивши батька, падає непритомною, а Мінський знову викидає його на вулицю. Вирін повертається на свою станцію, від горя спивається і вмирає. Через деякий час на його могилу приїжджає багато одягнена пані з трьома маленькими дітьми і довго лежить на кладовищенському пагорбі.

## Персонажі
- Самсон Вирін — доглядач поштової станції, колезький реєстратор.
- Дуня — дочка Виріна, вела господарство в станційному будинку.
- Ротмістр Мінський — проїжджий офіцер, який відвіз Дуню до Петербурга.
- Дружина пивовара — жінка, яка живе з чоловіком і сином в колишньому будинку доглядача станції.
- Ванька — син пивовара

## Аналіз
Всі персонажі повісті складні, серед них немає ні бездоганних, незаслужено гнаних жертв, ні корисливих і черствих гонителів. Драма розлуки батька і доньки — не наслідок злого умислу, а результат суспільного устрою, станової ієрархії. При цьому, один з основних мотивів «Станційного доглядача» — роз'єднаність близьких людей.
Від інших, відносно благополучних повістей, «Станційний доглядач», сама сумна повість циклу, яка відрізняється мінорним фіналом.

### Зв'язок з іншими творами
Крім прямих посилань і згадок, повість в неявному вигляді перегукується з деякими творами як самого Пушкіна, так й інших авторів. Роздуми про чини також зустрічаються в записці «Про народне виховання» (1826).
Опис картинок в будинку доглядача в чорновому автографі повісті відсутній. Він був пізніше перенесений Пушкіним з незакінчених «Записок молодика» (1829—1830). Введені Пушкіним як прикраса будинку доглядача картинки з німецькими віршами в явному вигляді вказують на біблійну притчу про блудного сина, своєрідним переосмисленням якої стає розповідь.
Епіграф узятий з вірша П. А. Вяземського «Станція» (1825). Сцена з Дунею, що сиділа на ручці крісла, за спостереженням Анни Ахматової, порівнянна з бальзаківською «Фізіологією шлюбу»: «Я помітив красиву даму, що сидить на ручці крісла…».
На думку професора, кандидата філологічних наук Софії Агранович, розповідь пов'язана з давньослов'янською міфологією, і прізвище станційного доглядача «Вирін» утворено Пушкіним від імені слов'янського царства мертвих — Вирію або Ірію; таким чином, сам доглядач — це володар підземного світу, і роль його дочки теж має паралель в міфологічному сюжеті.

## Екранізації
- 1918 — «Станційний доглядач», режисер Олександр Івановський.
- 1925 — «Колезький реєстратор», режисери Юрій Желябужского, Іван Москвін.
- 1938 — «Ностальгія» («Nostalgie» (Франція)), режисер Віктор Туржанський
- 1940 — «Станційний доглядач» («Der Postmeister», (Німеччина)), режисер Густав Учицкі.
- 1946 — «Хрест любові» («Rakkauden risti» (Фінляндія)), режисер Теуво Туліо.
- 1949 — «На шляху до прірви» («Uçuruma dogru» (Туреччина)), режисер Садан Каміл.
- 1955 — «Дуня» («Dunja» (Австрія), режисер Йозеф фон Бакі.
- 1965 — «Поштмейстер» («De postmeester» (ТБ, Нідерланди)), режисер Пол Пауелс.
- 1972 — «Станційний доглядач», режисер Сергій Соловйов.
- 1972 — «Сенсуела» («Sensuela» (Фінляндія)), режисер Теуво Туліо.
- 1980 — «Дуня» («Dunja» (Югославія)), режисер Кресо Сідік.